# N-S 84 Voda
Pěchotní srub N-S 84 Voda je bývalá pohraniční pevnost, později kryt civilní obrany. Nachází se v Bělovsi, místní část okresního města Náchod v Královéhradeckém kraji. Pěchotní srub byl součástí systému opevnění předválečné Československé republiky. Tento systém měl sloužit k obraně státních hranic před hrozícím útokem ze strany nacistického Německa. 

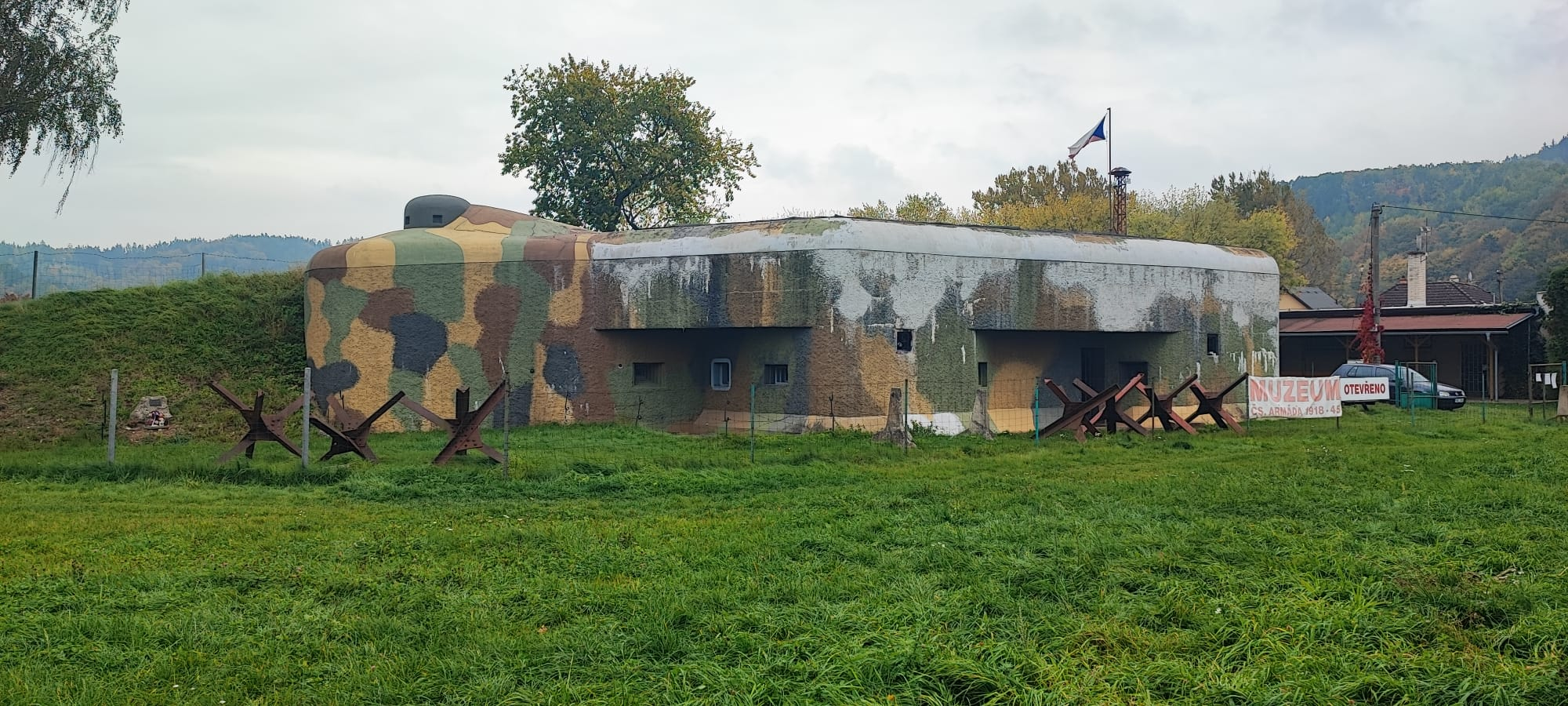
Pěchotní srub N-S 84 Voda, dnes jakožto historické muzeum.

Pěchotní srub N-S 84 Voda je součástí Běloveského pevnostního skanzenu, společně s pevnostmi N-S 82 Březinka a N-S 81 Lom. N-S 84 Voda tvoří vstupní bránu do Běloveského pevnostního skanzenu a s dalšími pevnostmi tento pěchotní srub spojuje naučná stezka; díky své neobvyklé konstrukci je to jediné zcela bezbariérové muzeum svého druhu. Je součástí národní kulturní památky Pevnostní systém Dobrošov, vyhlášené v roce 1995.

## Historie
Výstavba pevnosti začala 16. srpna 1937. Pevnost měla plnit funkci pohraniční obrany. Tuto funkci však nikdy neplnila,  jelikož po podepsání Mnichovské dohody dne 29. září 1938 připadla do rukou nacistického Německa. 
V pěchotním srubu se nacházela jedna ubytovací místnost, která sloužila pro ubytování 24 vojínů. Protože posádka sloužila na dvě směny, tak se v místnosti nacházelo pouze 12 lůžek. Maximální posádka však mohla čítat až 35 členů. Co se výzbroje týče, tak obsahovala 6x lehký kulomet vz. 26, 2x 4cm kanón proti útočné vozbě vz. 36 spřažený s těžkým kulometem vz. 37, 2x dvojče těžkých kulometů vz. 37.
Vojíni byli v základní službě, která trvala dva roky. Pro pohraniční opevnění byli vybíráni prověření vojáci převážně české nebo slovenské národnosti, aby nehrozilo nebezpečí, že některý z nich bude kolaborovat s nepřítelem. Odůvodněno je to tím, že v této době většina Němců sympatizovala s Hitlerem, a tak byli pro armádu nedůvěryhodní.
V průběhu okupace z něj Němci trhali pancéřové části, tak otřesy mírně narušily beton a vznikly v něm mikroskopické trhliny. Do nich poté zatékala voda a postupem času se působením mrazu a vody trhliny zvětšovaly, tudíž musela být udělaná nová omítka. V roce 1962 byl přijat návrh na přestavbu pěchotního srubu na civilní kryt, přičemž rekonstrukce začala v roce 1963. Stavební úpravy spočívaly hlavně v přestavbě střední části objektu, kam byly umístěny protiplynová předsíň, umývárny a WC. Dále bylo v objektu zřízeno pět úkrytových místností, z toho dvě v pravé protiplynově chráněné části s dřevěnou podlahou. Jakožto kryt civilní obrany fungoval pěchotní srub až do roku 2003, kdy byl zpět předán do rukou vojenské správy.

## Výstava
Pěchotní srub je plně zrekonstruován do podoby, v jaké byl právě v roce vzniku. Dobrovolníci z Klubu vojenské historie Náchod zde připravili expozici obsahující velké množství unikátních exponátů, jako jsou zbraně, uniformy a další vojenské vybavení z dob jak první republiky, tak druhé republiky. K vidění je například kompletní vývojová řada lehkých kulometů Zbrojovky Brno nebo originální uniformy ruských, francouzských a italských legionářů. Ačkoliv byla pevnost postavena v období první republiky, expozice se zaměřuje na širší časový úsek, zachycuje jak protinacistický odboj za druhé světové války, tak i boj československých legii za samostatnost při první světové válce. Část expozice je také věnována jednotkám Stráže obrany státu a jejich boji s teroristy ze sudetoněmeckého Freikorpsu. V rámci expozice může návštěvník také sledovat příběh Františka Bösmülerra, sudetského Němce, který se přidal na stranu Československa a kvůli spolupráci s československými orgány byl šest let vězněn v koncentračním táboře. Podobných příběhů je zde k nahlédnutí více, přičemž jedna část expozice se výhradně zaměřuje na osud československých Němců, kteří byli antifašisté. Z dějin domácího odboje je zde popsán příběh Jiřího Potůčka, radiotelegrafisty skupiny Silver A, ten navazoval spojení s exilovou vládou v Londýně z nedalekého Červeného Kostelce. V rámci expoziční sekce, která se týká ilegální odbojové činnosti za dob Protektorátu Čechy a Morava, je k vidění radiový přijímač Super Skyrider SX-17, což je stejný typ, který používal právě Jiří Potůček. Zmapovány jsou i boje mezi Rudou armádou a SS, které se po skončení druhé světové války odehrály u nedaleké celnice, 9. května 1945 zde příslušníci 31. dobrovolnické divize granátníků SS zmasakrovali 19 sovětských vojáků a 9 obyvatel Náchoda, kteří zde oslavovali osvobození. Celá výstava je také doplněna videoprojekcí dle nejnovějších muzejnických trendů ve shodě s koncepcí prosazovanou Vojenským historickým ústavem Praha.

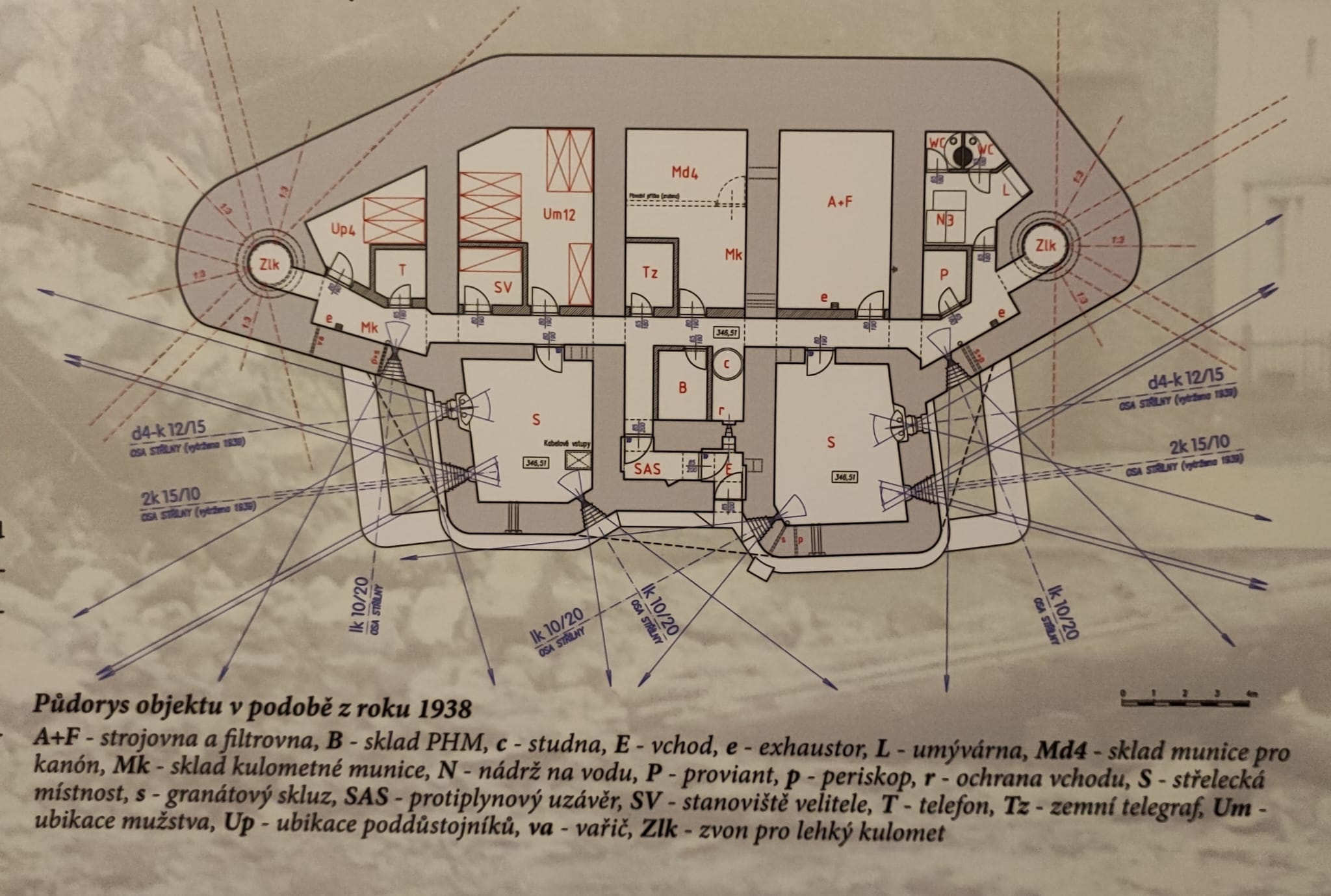
Mapa pevnosti když byla pro armádní účely
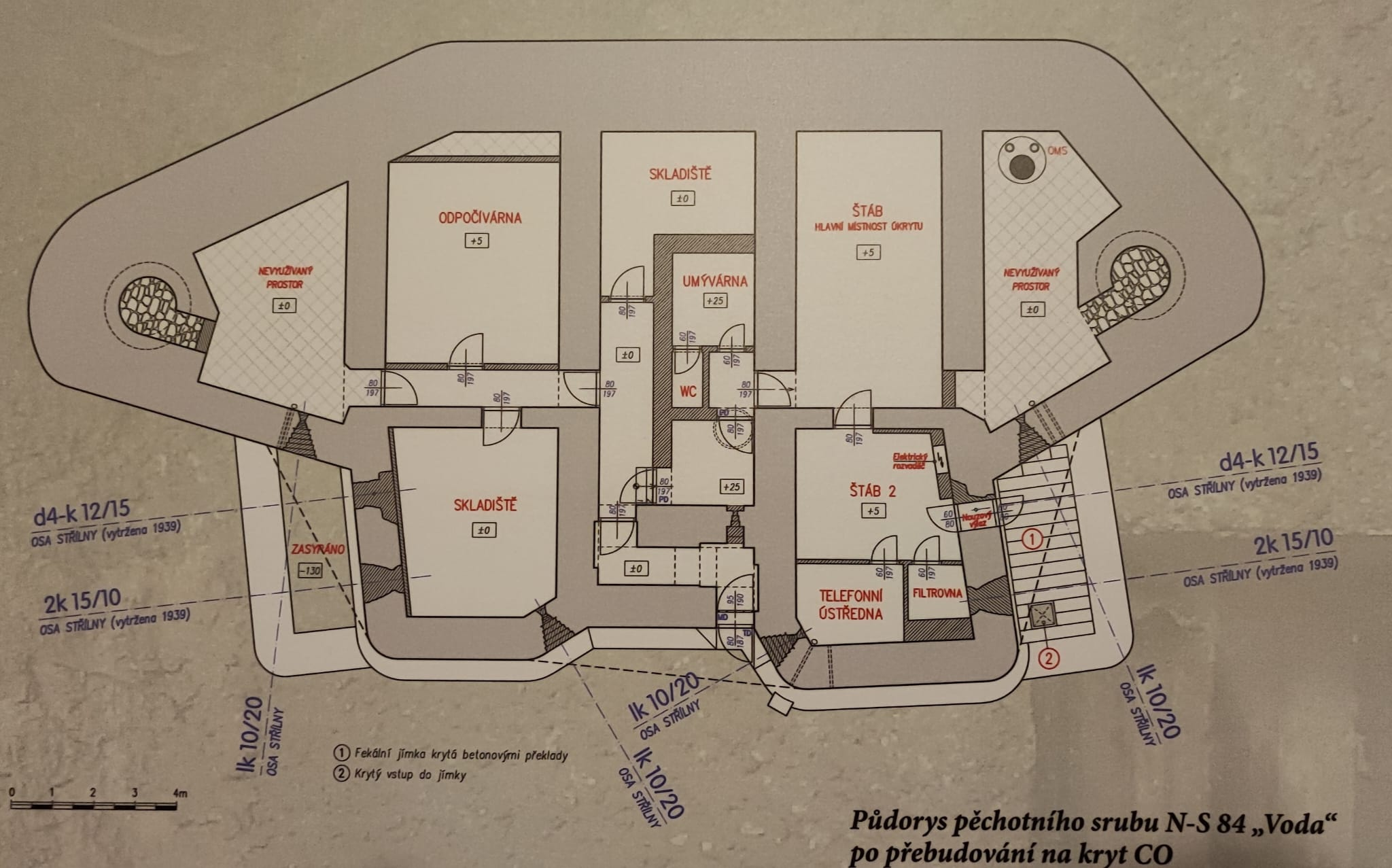
Mapa po rekonstrukci na civilní kryt